# Tsimahandry
Tsimahandry est un petit village dans la commune d'Ambohidratrimo. Il est situé à 25 km environ de Tananarive, Madagascar.

## Localisation
Pour atteindre Tsimahandry, en partant d'Antananarivo, la capitale de Madagascar, on prend la RN4 qui relie Antananarivo à Mahajanga. On passe par Ambohibao, Imerinafovoany, Talatamaty, Andranotapahana, Mandriambero, Ambohidratrimo, Anjanamasina, le golf d'Ambohidratrimo, Andakana, et Ankazo. La bifurcation qui mène à Tsimahandry est avant Ampasinomby et Manankambahiny, 2 petits villages avant d'arriver à Mahitsy. Ensuite il y a deux accès possibles, sur la droite de la route nationale pour aller à Tsimahandry : un au niveau d'Ankazo, PK 20, et un avant Ampasinomby. On emprunte alors une route secondaire, bien praticable, même en voiture légère. A la première montée, la route se divise en deux. Tsimahandry c'est vers la droite, celle qui va jusqu'à l’église FJKM; mais Tsimahandry n'est pas seulement constitué de l'église FJKM, c'est aussi tout ce qu'il y a autour : Imerinavaratra, Maroandrina, Andavabary, etc.

## Les églises
- FJKM Tsimahandry - http://tsimahandry.blogspot.com/
- FJKM Tsimahandry - http://toriteny.net/FJKMTSIMAHANDRY.aspx